# جان گارگان (بازیکن فوتبال)
جان گارگان (انگلیسی: John Gargan; ۶ ژوئن ۱۹۲۸ – ۴ فوریهٔ ۲۰۰۷) بازیکن فوتبال اهل بریتانیا بود.
از باشگاه‌هایی که در آن بازی کرده‌است می‌توان به باشگاه فوتبال یورک سیتی اشاره کرد.